# Plage de Las Teresitas
La plage de Las Teresitas, en espagnol playa de Las Teresitas, est une plage de la municipalité de Santa Cruz de Tenerife, sur l'île de Tenerife (îles Canaries, Espagne).
Cette plage, l'une des plus célèbres des îles Canaries, est située à proximité du village de San Andrés.

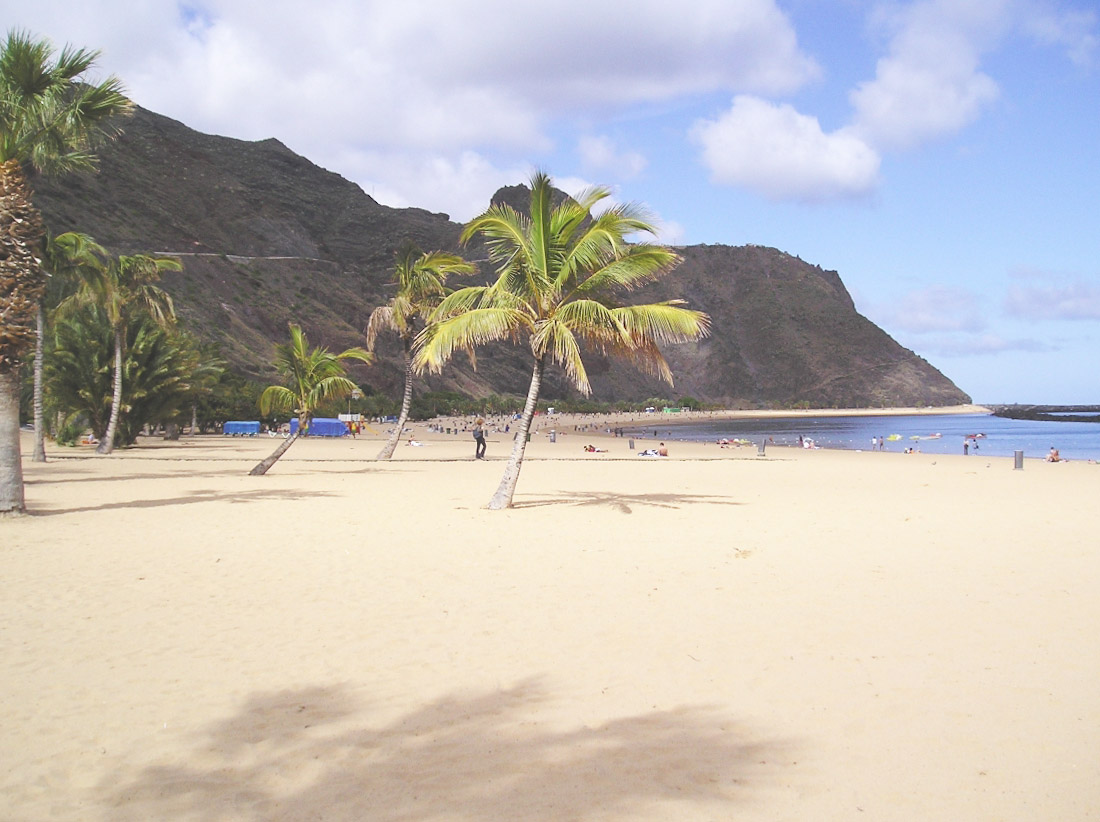
Vue de palmiers sur la plage.